# 野上祇麿
野上 祇麿（のがみ ただまろ、1930年（昭和5年）2月25日 - 2017年（平成29年）10月23日）は、昭和時代から平成時代にかけての洋画家。富山県5人展の1人。日本美術家連盟会員。

## 経歴
富山県射水郡下村（現・射水市）の加茂神社神官の次男として生まれる。1963年日本美術家連盟会員。1965年アンデパンダン・フェスティバル実行委員。1967年第4回国際青年美術家展、ポール・ギャラリー（ニューヨーク）アメリカ展。1969年第1回5人展。1971年ジャパンアートフェスティバル展出品。1972年第1回北日本美術賞受賞。1981年の’81富山の美術に出品。1982年富山県美術品専門委員。1983年富山県洋画連盟委員長、富山県文化功労賞受賞。1986年富山県芸術文化協会文化功労賞表彰。2000年富山県美術連合会参与、日本美術家連盟富山県代表。2003年第4回北日本美術大賞展大賞受賞。2006年富山県洋画連盟顧問。2008年北日本新聞文化賞受賞。2017年10月23日、肺炎のため逝去。

## 作品
- 「儀式のはじまり」
- 「まつりの広場」
- 「朝」
- 「山車」
- 「忘れられた記憶」
- 「まつりの朝」
- 「記憶の風景」
- 「明日の妙本」
- 「まつり」
- 「夜高の春」
- 「緑地の風景」
- 「よみがえる記憶の風景」